# Nyeglinnaja
A Nyeglinnaja (Негли́нная) vagy további elterjedt elnevezései Nyeglinka, N(y)eglinna, Neglimna vagy Neglinka stb. (Негли́нка, Негли́нна, Негли́мна, Самотёка) Moszkva régi folyója, a Moszkva folyó bal oldali mellékfolyója. Természetes állapotában a város északi része felől folyt át a város centrumán. Ma már csaknem teljes hosszában befedték, földalatti csatornában folyik. Hossza 7,5 kilométer.
Több utcát és más városi földrajzi helyet neveztek el közvetve vagy közvetlenül e folyóról (Nyeglinnaja ulica, Kuznyeckij moszt metróállomás, Trubnaja metróállomás és mások.) A Nyeglinnaja  a középkor során számos árvizet okozott a városban, de még az 1960-as és 70-es években is gondokat okozott nagy esőzések után a csatornából feltörő víz a városban. Ezután a csatorna vízlevezető képességét elágazásokkal bővítették, és a víz egy részét a Kreml másik oldalán, a Zarjagyje negyed alatt vezetik a Moszkva folyóba.

## Története
Az írott források első ízben 1401-ben említik Nyeglimna néven. Nevének eredete tisztázatlan, több különböző elmélet van forgalomban. A Kreml építésénél a várat védő vizesárokként használták, a vár nyugati falát a folyócskának a Moszkva folyóhoz csatlakozó alsó szakasza mentén emelték. A folyón négy hidat is építettek a Kreml erre néző kapui elé, a Kuznyeckij,  Petrovszkij, Voszkreszenszkij és a Troickij hidakat. Ezek közül az utóbbi maradt fenn a Kreml falának Troickaja kapuja és az egyetlen fennmaradt külső bástya, a Kutafja torony között.
A hidak ellenére a város fejlődését akadályozta a folyócska, különösen gyakori árvizei miatt, ezért eleinte a Kreml másik oldalán, a mai Vörös tér felé fejlődött a városközpont. Később errefelé is egyre több lakó- és kereskedelmi épületet emeltek; a beépítettség növekedésével a víz fokozatosan elszennyeződött, egyre inkább csatornához vált hasonlatossá. A napóleoni háborúk és az 1812-es nagy moszkvai tűzvész után kezdődött nagyszabású városrekonstrukció során I. Sándor orosz cár rendeletére a folyót három kilométer hosszon mély vezetésű zárt csatornává alakították Jegor Geraszimovics Cselijev építész vezetése alatt. A felszabaduló helyen alakították ki a Kreml falai előtt a későbbi Sándor-kertet.

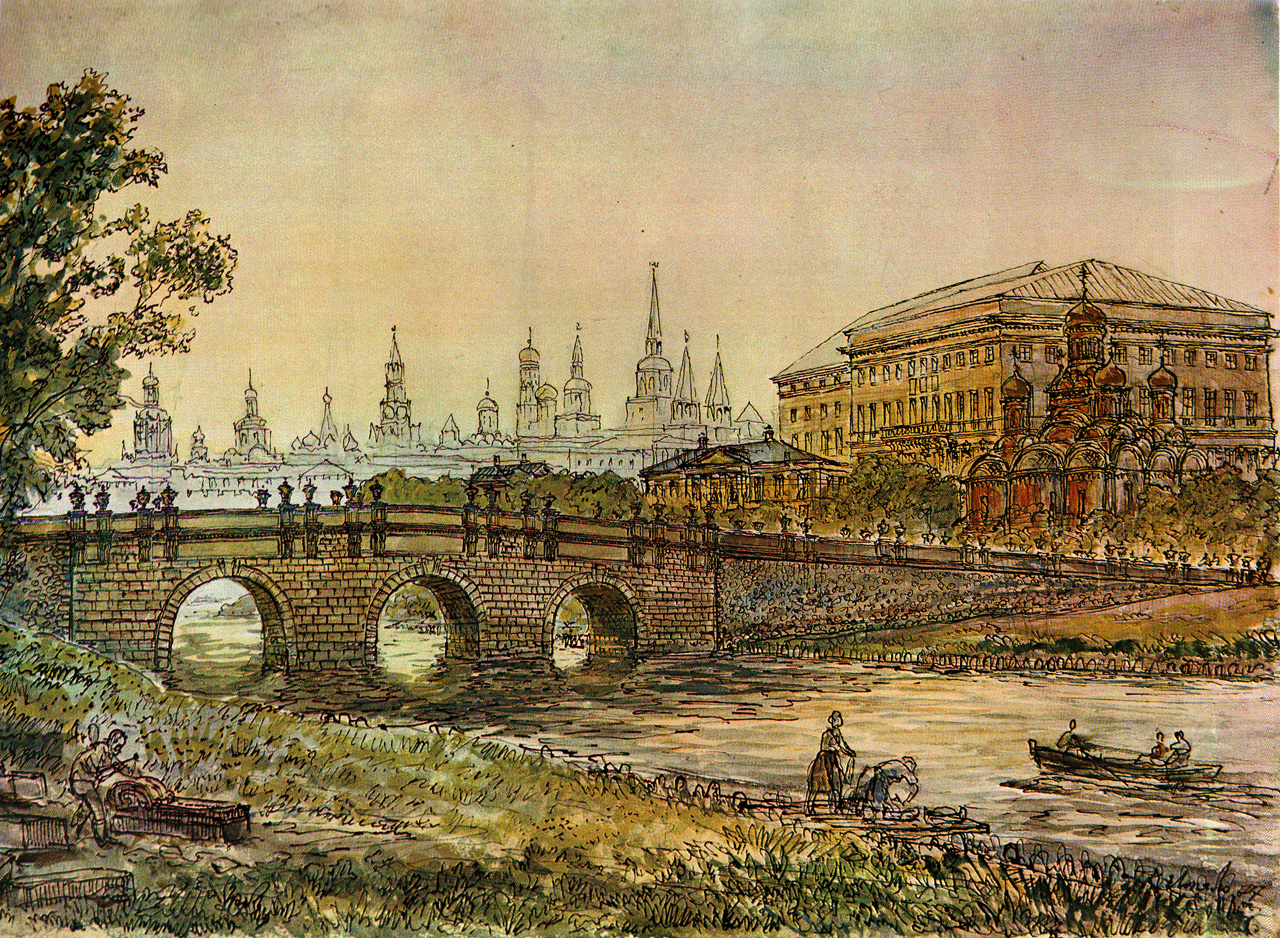
A Nyeglinnaja a 18. században a Kuznyeckij híddal

## Fordítás
- Ez a szócikk részben vagy egészben  a(z)   Негли́нная című orosz Wikipédia-szócikk ezen változatának fordításán alapul.  Az eredeti cikk szerkesztőit annak laptörténete sorolja fel. Ez a jelzés csupán a megfogalmazás eredetét és a szerzői jogokat jelzi, nem szolgál a cikkben szereplő információk forrásmegjelöléseként.